# Der große Winter
Der große Winter (Originaltitel: Dimri i vetmisë së madhe) ist ein Roman des albanischen Schriftstellers Ismail Kadare (1936–2024) aus dem Jahr 1973. Die deutsche Erstausgabe erschien 1987 im Neuer Malik Verlag, Kiel und basiert auf der überarbeiteten Ausgabe von 1977.

## Hintergrund
Kadare begann seine Karriere als Romanschriftsteller Anfang der 60er Jahre mit dem Roman Der General der toten Armee, den die kommunistische Doktrin in Albanien kritisierte und einige Jahre lang ignorierte. Im Laufe der 60er Jahre wurden zwei seiner Werke sofort nach ihrer Veröffentlichung verboten. Ihm wurde oft vorgeworfen, dass er „aktuelle Themen“ wie den Aufbau des Sozialismus vermied. Nachdem 1970 die französische Ausgabe von „Der General der toten Armee“ ihm im Westen Anerkennung gebracht hatte, konnte er weitere Romane, die historische Themen behandelten, veröffentlichen. Kurz danach begann Kadare, an einem Roman über das Thema der Abspaltung Albaniens vom sozialistischen Lager im Jahr 1961 zu schreiben. Der Roman wurde Anfang 1973 veröffentlicht und verkaufte sich gleich am ersten Tag 20.000 Mal.

## Handlung
Die Geschichte wird von verschiedenen Erzählern wiedergegeben. Dieses Buch behandelt das Thema des Bruches zwischen Albanien und der Sowjetunion im Winter 1960/61 und der Auswirkungen auf Land und Volk.
Eine der Hauptfiguren ist der Journalist Besnik Struga. Er arbeitet in der Wirtschaftsredaktion des Zentralorgans Zëri i Popullit in Tirana und ist Parteikandidat. Besnik ist verlobt mit der schönen Tochter eines stellvertretenden Ministers. Er ist stolzer Albaner.
Die Geschichte passiert, als die Sowjetunion die Beziehungen mit Albanien nicht mehr halten will. Das bedeutet, dass Albanien nicht mehr von der Sowjetunion geholfen und unterstützt wurde.
Besnik Struga reist als Übersetzer mit einer Delegation in die Sowjetunion. Dort erkennt er als einer der Ersten, wie sich die Beziehungen zwischen Albanien und der Sowjetunion verschlechtern. Er übersetzt Hoxha während der Gespräche mit Chruschtschow und begleitet die Albanische Delegation zu der Versammlung der 81 Führer der Kommunistischen Parteien der Welt, wo Hoxha sich gegen Chruschtschow wendet, was dazu führt, dass er von den anderen Führern heftig kritisiert wird, und als Judas, der den Kommunismus und die Sowjetunion „für 30 Silberlinge verraten hat“. Schließlich flüchtet die Albanische Delegation mit dem Zug aus Moskau.
Besnik kommt als Geheimnisträger aus Moskau zurück, erzählt jedoch niemandem, was dort passiert ist, was fatale Folgen für seine Beziehungen mit seiner Verlobten hat. Er weiß, dass Albanien vor einer umwälzenden Veränderung steht, darf aber mit niemandem darüber sprechen. Seine Gegner nutzen seinen Streit mit seiner Verlobten aus und beschuldigen ihn, gegen die proletarische Moral verstoßen zu haben.
Er bricht mit seiner Verlobten am selben Tag, an dem der Bruch mit Moskau in den Parteizellen bekanntgegeben wird.

## Kritik
Sofort nach der Veröffentlichung 1973 brach eine heftige Hetzkampagne gegen den Roman aus, die mehrere Monate andauerte und in der sich die ganze kommunistische Propagandamaschine, von Bauern und Arbeitern bis zu hochrangigen Beamten, beteiligte. Kadare wurde unter anderem mangelnder „sozialistischer Patriotismus“ vorgeworfen, Ironisierung sozialistischer Grundsätze, versteckter Liberalismus und „Verzerrungen“ der Geschichte des Bruches mit der Sowjetunion. Der damalige Innenminister Kadri Hazbiu äußerte sich MIT DEN Worten: „40 Seiten las ich, 40 Mal musste ich anspucken.“

## Ausgaben
- Der große Winter. Roman. Aus dem Albanischen. Neuer Malik Verlag, Kiel 1987, ISBN 3-89029-018-3.
- Der große Winter. Roman. Ungekürzte Ausgabe. dtv, München 1989, ISBN 3-423-11137-2 (Lizenzausgabe).